# Vertreibung der Chagossianer durch Großbritannien und die USA

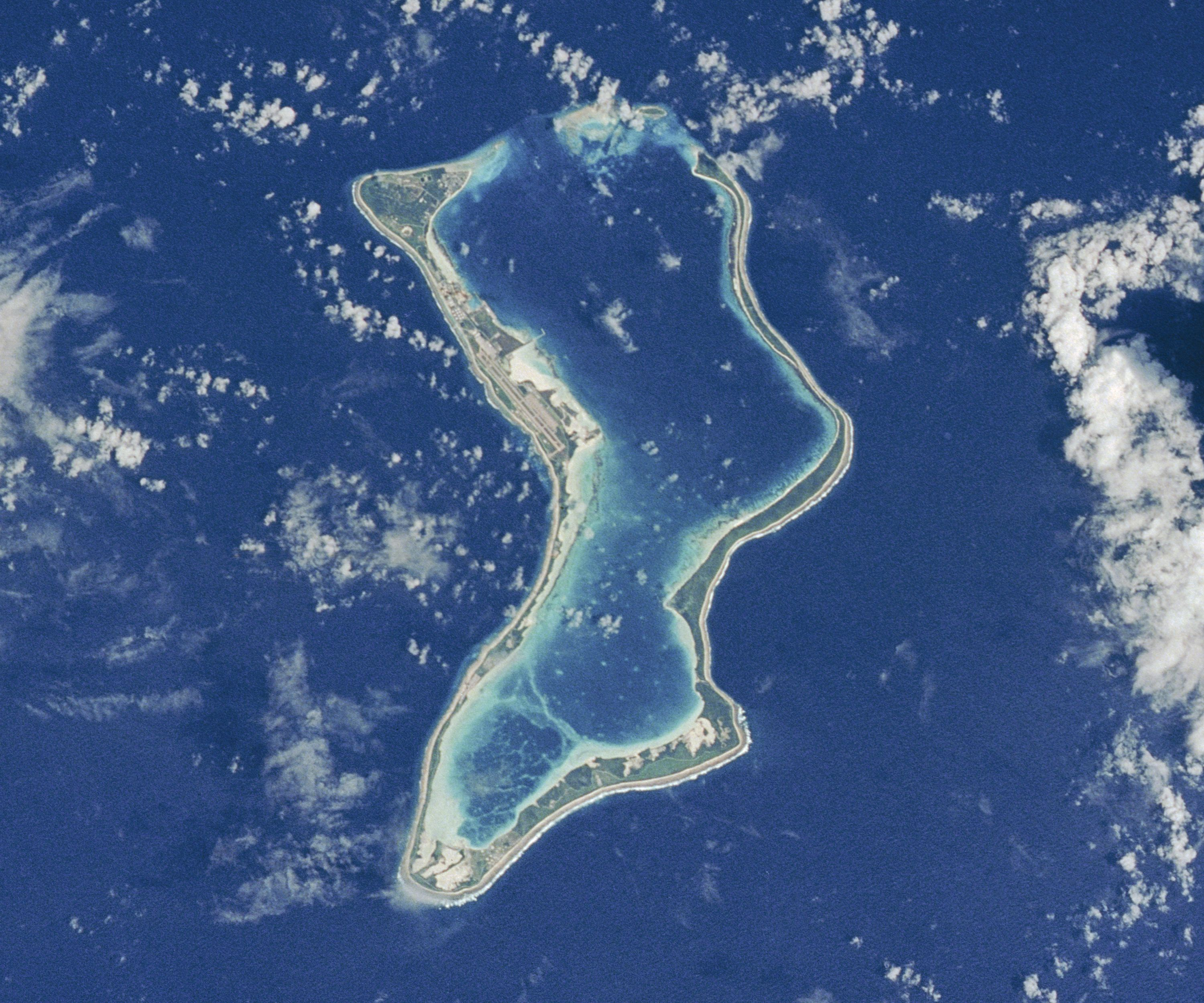
Das Atoll Diego Garcia, das nach der Zwangsdeportation der Chagossianer von den USA als Militärstützpunkt verwendet wird

Die Vertreibung der Chagossianer vom Chagos-Archipel ist die Vertreibung der Bewohner der Insel Diego Garcia und der anderen Inseln des Britischen Territoriums im Indischen Ozean (BTIO) durch das Vereinigte Königreich auf Antrag der Vereinigten Staaten von Amerika, die 1965 begann und am 27. April 1973 mit der Vertreibung des Peros-Banhos-Atolls vollendet war. Die Menschen, die damals als Ilois bekannt waren, sind heute als Chagossianer oder Chagos-Insulaner bekannt.
Chagossianer und Menschenrechtsanwälte haben festgestellt, dass die Rechte der Chagossianer durch das 1966 zwischen der britischen und der US-amerikanischen Regierung geschlossene Abkommen, eine unbewohnte Insel für eine US-Militärbasis zur Verfügung zu stellen, verletzt wurden und dass Entschädigungen und ein Rückkehrrecht implementiert werden müssen.
Der Internationale Gerichtshof erklärte 2019 den Anspruch Großbritanniens auf die Inselgruppe als rechtswidrig und die Weiterverwendung der Inselgruppe durch das britische und US-amerikanische Militär als ein Relikt des Kolonialismus. Eine nachfolgende Resolution der UN-Generalversammlung, die mit einer großen Mehrheit verabschiedet wurde, forderte, dass Großbritannien seine „koloniale Verwaltung“ von den Inseln bis Ende 2019 zurückzieht. Im Jahr 2021 bestätigte der Internationale Seegerichtshof (ISGH) die Souveränität von Mauritius über den Chagos-Archipel und kritisierte die Nichteinhaltung der UN-Resolution von 2019 durch Großbritannien und die USA.

## Zwangsdeportation der einheimischen Bevölkerung

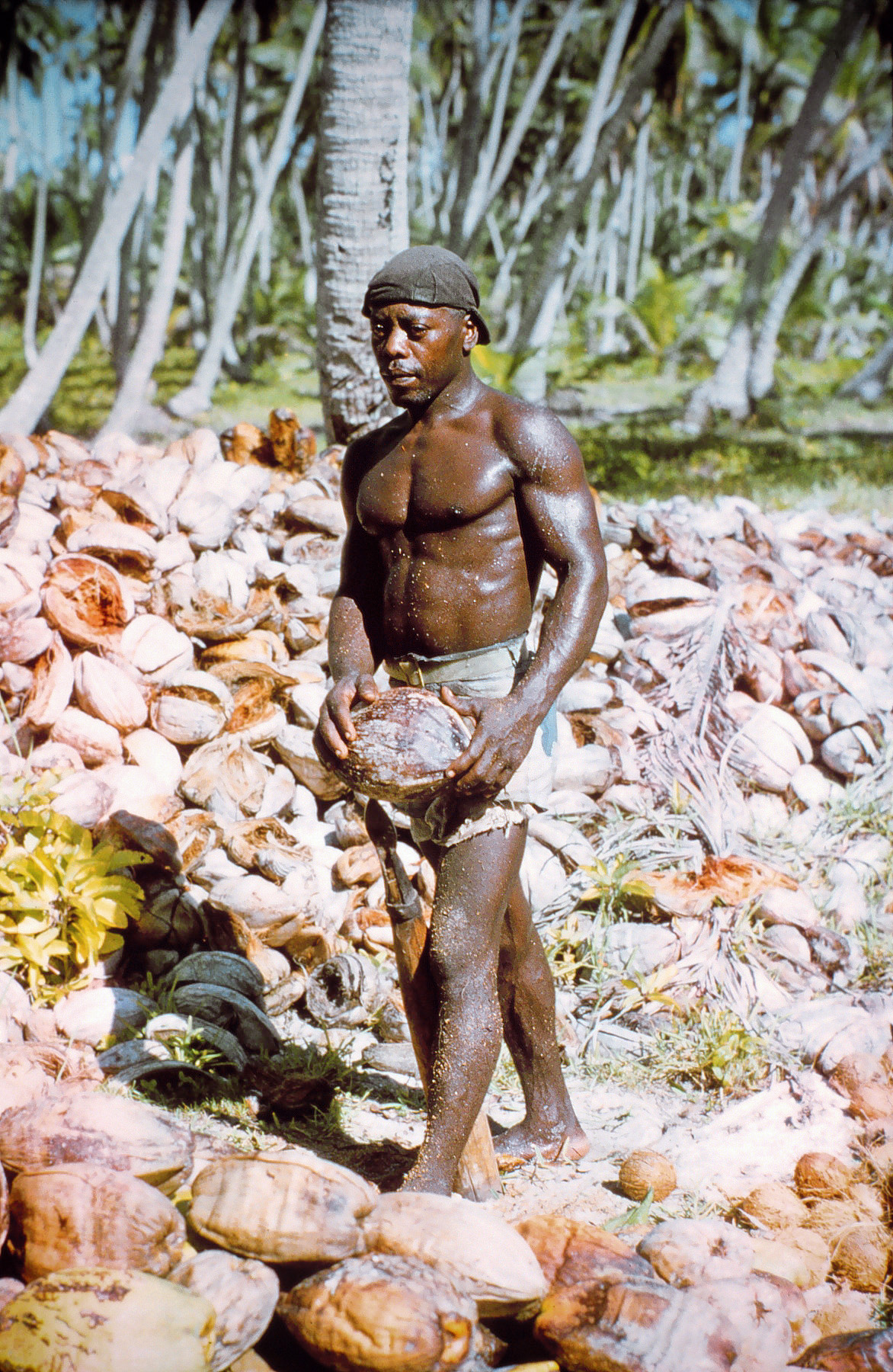
Ein Chagossianer im Jahre 1971

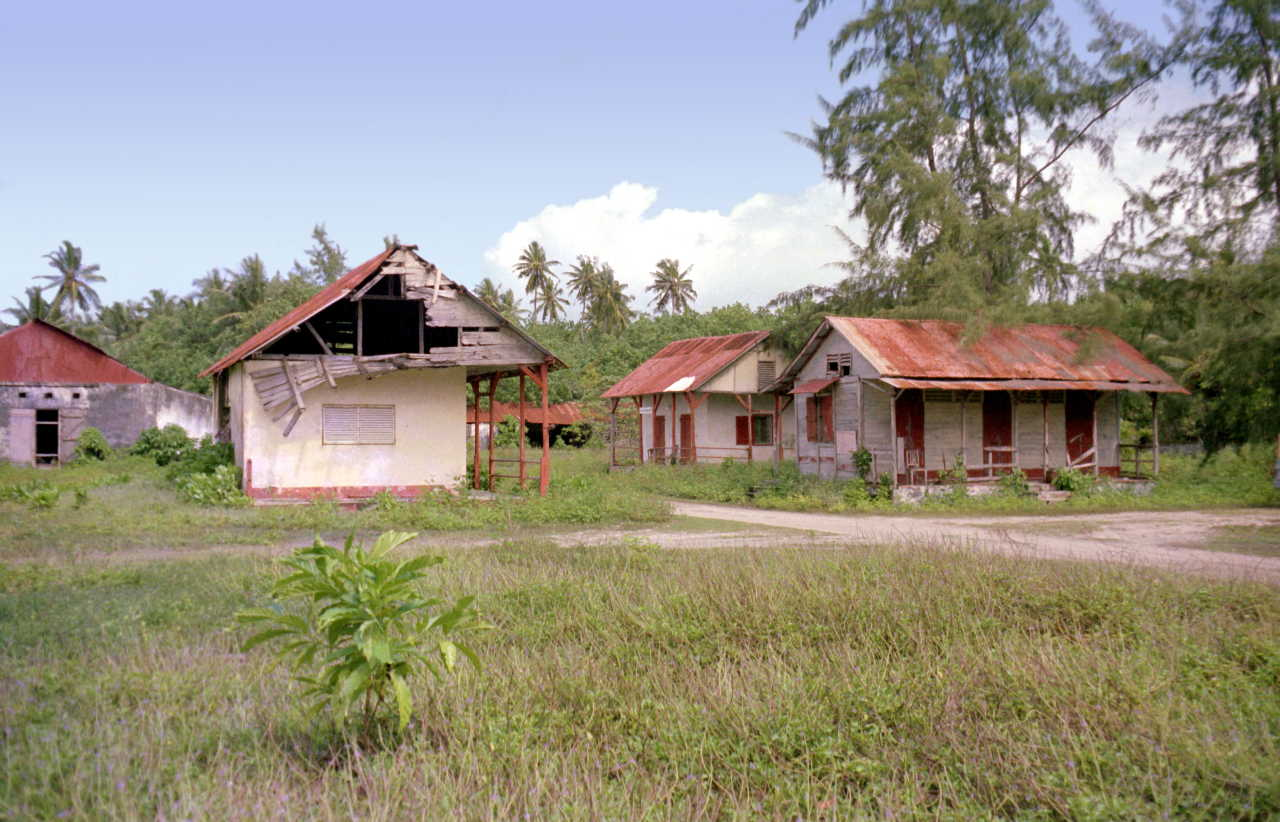
Verlassene Plantage auf Diego Garcia

Anfang März 1967 verkündete der britische Kommissar die BTIO Verordnung Nummer Zwei. Diese unilaterale Proklamation, die Verordnung für die Akquisition von Land für öffentliche Zwecke, befähigte den Kommissar, jedes beliebige Land für die britische Regierung zu erwerben. Am 3. April desselben Jahres kaufte die britische Regierung unter den Bestimmungen der Verordnung alle Plantagen des Chagos-Archipels für 660.000 £ von der Chagos Agalega Company. Der Plan war, den Chagossianern ihr Einkommen zu rauben und sie zu veranlassen, die Insel freiwillig zu verlassen. In einem Memo aus dieser Zeit schrieb der Leiter des britischen Kolonialbüros, Denis Greenhill (später Lord Greenhill of Harrow), an die britische Delegation bei der UNO:

„Das Ziel der Übung ist es, etwas Land zu gewinnen, das uns gehören wird; es wird keine einheimische Bevölkerung geben, außer Möwen […]. Leider gibt es neben den Vögeln auch einige wenige Tarzans und Freitags, deren Herkunft obskur ist, und die hoffentlich nach Mauritius etc. fliehen werden.“

Ein weiteres internes Memo des Kolonialbüros besagte:

„Das Kolonialbüro überlegt derzeit, wie mit den vorhandenen Bewohnern des Britischen Territoriums im Indischen Ozean (BTIO) umgegangen werden soll. Man möchte den Ausdruck ‚einheimische Bewohner‘ in Bezug auf die Inseln vermeiden, weil die Anerkennung, dass es Einheimische gibt, impliziert, dass es eine Bevölkerung gibt, deren Rechte geschützt werden müssen und die daher von der UNO als in ihren Zuständigkeitsbereich fallend betrachtet würden.  Die vorgeschlagene Lösung besteht darin, ihnen Dokumente auszustellen, die deutlich machen, dass sie ‚Angehörige‘ von Mauritius und den Seychellen und nur vorübergehend Bewohner der BTIO sind. Dieser Entwurf, obwohl ziemlich durchschaubar, würde uns zumindest eine vertretbare Position geben, die wir bei der UNO einnehmen könnten.“

Chagossische Menschenrechtsaktivisten erheben den Vorwurf, dass die Zahl der chagossischen Bewohner auf Diego Garcia absichtlich zu niedrig gezählt wurde, um das Ausmaß der Massendeportation herunterzuspielen. Drei Jahre vor der Erstellung des Entvölkerungsplans schätzte der britische Gouverneur von Mauritius, Sir Robert Scott, die einheimische Bevölkerung von Diego Garcia auf 1700. In einem Bericht des BTIO vom Juni 1968 schätzte die britische Regierung bereits, dass nur 354 Chagossianer in dritter Generation auf den Inseln „zu Hause“ waren. Diese Zahl sank später in weiteren Berichten. Im Jahr 1968 bat die britische Regierung die Rechtsabteilung ihres eigenen Außenministeriums um Hilfe bei der Schaffung einer rechtlichen Grundlage für die Deportation der Chaggosianer von den Inseln. Der erste Absatz der Antwort des Außenministeriums lautete:

„Der Zweck der Einwanderungsverordnung ist es, die Fiktion aufrechtzuerhalten, dass die Bewohner der Chagos-Inseln keine einheimische Bevölkerung seien. Die Verordnung würde im Amtsblatt der BTIO veröffentlicht werden, das nur eine sehr geringe Auflage hat. Die öffentliche Aufmerksamkeit wird daher minimal sein.“

Ab März 1969 durften Chagossianer, die Mauritius besuchten, nicht mehr an Bord des Dampfers nach Hause gehen. Ihnen wurde gesagt, dass ihre Arbeitsverträge auf Diego Garcia ausgelaufen waren. Das machte sie obdachlos, arbeitslos und vollkommen mittellos. Es verhinderte auch, dass die anderen Bewohner von Diego Garcia davon erfuhren. Angehörige, die nach Mauritius gereist waren, um ihre vermissten Familienmitglieder zu suchen, durften ebenfalls nicht zurückkehren.
Eine weitere Maßnahme während der Zwangsdeportation war die Massentötung der Haustiere der Bewohner:

„Sir Bruce Greatbatch, Gouverneur der Seychellen, befahl, alle Hunde auf Diego Garcia zu töten. Mehr als 1000 Haustiere wurden vergast. ‚Sie steckten die Hunde dort in die Öfen, wo auch die Menschen arbeiteten‘, erzählte mir Lisette Talatte in den 60ern, ‚und als die Hunde vor ihren Augen weggebracht wurden, schrien und weinten unsere Kinder‘. Sir Bruce war die Verantwortung für das übertragen worden, was die USA als ‚Säuberung‘ und ‚Desinfizierung‘ der Inseln bezeichneten; der Mord an den Haustieren wurde von den Inselbewohnern als Drohung aufgefasst.“

### Vertreibung der letzten Einheimischen
Im April 1971 teilte John Rawling Todd den Chagossianern mit, dass sie zur Ausreise gezwungen werden würden. Bis zum 15. Oktober 1971 wurden alle Chagossianer auf Diego Garcia mit Schiffen, die von Mauritius und den Seychellen gechartert wurden, zu den Plantagen in Peros Banhos und Salomon gebracht. Im November 1972 wurde die Plantage auf dem Salomon-Atoll entvölkert, wobei die Bevölkerung die Wahl hatte, entweder auf die Seychellen oder nach Mauritius gebracht zu werden. Am 26. Mai 1973 wurde die Plantage auf dem Peros Banhos-Atoll geschlossen und die letzten Inselbewohner nach ihrer Wahl auf die Seychellen oder Mauritius abgeschoben.

## Verwendung der Insel durch die USA

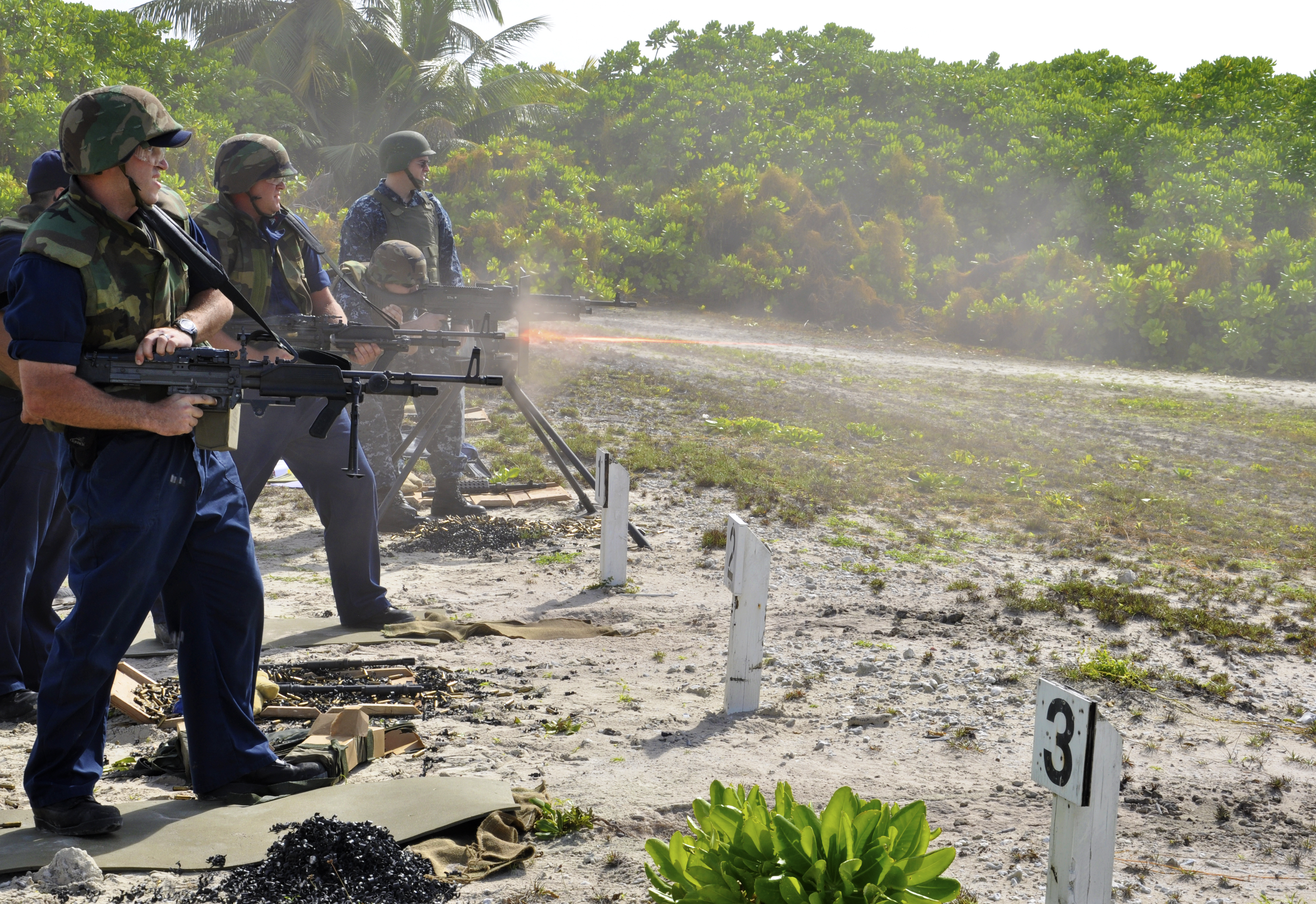
US-Soldaten auf einem Übungsplatz der Militärbasis auf Diego Garcia

Am 23. Januar 1971 landete ein neunköpfiges Vorhutkommando des Marine-Mobilbau-Bataillons 40 (Naval Mobile Construction Battalion 40, NMCB-40) auf Diego Garcia, um Planungsdaten zu bestätigen und eine Vermessung für Strandlandungszonen durchzuführen.
Um 17 Uhr Ortszeit am 9. März 1971 traf die USS Vernon County (LST-1161) in Diego Garcia ein. Am nächsten Tag begann sie mit Unterwasser- und Strandvermessungen zur Vorbereitung der Landung. Zwei Tage später legte das Schiff an und begann mit dem Entladen von Männern und Baugeräten für den Bau eines US-Marine-Stützpunktes auf Diego Garcia. Die Bauarbeiten wurden für den Rest des Sommers fortgesetzt und am 28. Juli 1971 wurde die erste Start- und Landebahn auf der Insel fertiggestellt.
Diego Garcia ist die einzige verbleibende bewohnte Insel des BTIO; sie wird von über 4000 US-Soldaten und Militärkontraktoren besetzt.

## Rechtsprechung in Großbritannien und den USA
Im Jahr 2000 gewährte der britische Oberste Gerichtshof den Inselbewohnern das Recht, auf den Archipel zurückzukehren. Tatsächlich durften sie jedoch nicht zurückkehren. 2002 zogen die Inselbewohner und ihre Nachkommen, die inzwischen über 4500 zählen, erneut vor Gericht und forderten eine Entschädigung, nachdem das britische Außenministerium sie zwei Jahre lang hingehalten hatte. Infolgedessen schickte das US-Außenministerium einen Mahnbrief an das britische Außenministerium und beschrieb:

„ernste Besorgnis über die unvermeidliche Beeinträchtigung des gegenwärtigen und zukünftigen strategischen, militärischen Wertes von Diego Garcia, die sich aus der Ansiedlung einer ständigen Wohnbevölkerung auf einer der Inseln des Chagos-Archipels ergeben würde. […] Wenn sich eine Zivilbevölkerung auf dem Chagos-Archipel ansiedeln würde, könnte dies den gegenwärtigen Vorteil von Diego Garcia als Militärstützpunkt gefährden.“

Am 10. Juni 2004 erließ die britische Regierung zwei Ratsbeschlüsse gemäß dem königlichen Vorrecht, den Inselbewohnern die Rückkehr in ihre Heimat für immer zu verbieten, um die Wirkung der Gerichtsentscheidung aus dem Jahr 2000 außer Kraft zu setzen.
Am 11. Mai 2006 entschied der britische Oberste Gerichtshof, dass die Ratsbeschlüsse von 2004 rechtswidrig waren und dass die Chagossianer folglich das Recht haben, auf die Chagos-Inselgruppe zurückzukehren.
Am 21. April 2006 wurde in Bancoult v. McNamara eine Klage vor dem US-Bezirksgericht für den Landkreis Columbia gegen Robert McNamara, den ehemaligen Verteidigungsminister der Vereinigten Staaten, als „nicht justiziable politische Frage“ abgewiesen.
Am 23. Mai 2007 wurde die Berufung der britischen Regierung gegen das Urteil des Obersten Gerichtshofs von 2006 abgewiesen, woraufhin sie die Angelegenheit an das britische Oberhaus weiterleitete. Am 22. Oktober 2008 gewann die britische Regierung in der Berufung; das Oberhaus hob das Urteil des Obersten Gerichtshofs aus dem Jahr 2006 auf und bestätigte die beiden Ratsbeschlüsse aus dem Jahr 2004 und damit das Verbot der Regierung, dass die Chagossianer zurückkehren.
Am 29. Juni 2016 wurde diese Entscheidung vom Obersten Gerichtshof des Vereinigten Königreichs bestätigt.

### Geheime diplomatische Korrespondenz
Laut geheimer diplomatischer Korrespondenz, die WikiLeaks 2010 veröffentlichte, schlug Großbritannien in einem gezielten Manöver vor, die BTIO zu einem „Meeresschutzgebiet“ zu erklären, um die Wiederbesiedlung der BTIO durch einheimische Chagossianer zu verhindern. Die Zusammenfassung der Korrespondenz lautet wie folgt:

„Das britische Außenministerium möchte einen ‚Meerespark‘ oder ein ‚Reservat‘ einrichten, das einen umfassenden Umweltschutz für die Riffe und Gewässer des Britischen Territoriums im Indischen Ozean (BTIO) vorsieht, informierte ein hochrangiger Beamter des Foreign and Commonwealth Office (FCO) am 12. Mai Polcouns. Der Beamte bestand darauf, dass die Einrichtung eines Meeresparks – des größten der Welt – in keiner Weise die Nutzung des BTIO, einschließlich Diego Garcia, durch die US-Regierung für militärische Zwecke beeinträchtigen würde. Er stimmte zu, dass Großbritannien und die USA die Details des Meeresschutzgebietes sorgfältig aushandeln sollten, um sicherzustellen, dass die Interessen der USA gewahrt bleiben und der strategische Wert der BTIO aufrechterhalten wird. Er sagte, dass die ehemaligen Bewohner der BTIO es schwierig, wenn nicht gar unmöglich fänden, ihren Anspruch auf Wiederansiedlung auf den Inseln zu verfolgen, wenn der gesamte Chagos-Archipel ein Meeresschutzgebiet wäre.“

## Völkerrechtswidrigkeiten und Beschlüsse internationaler Gerichtshöfe
Während jahrzehntelang kein angemessener Ort gefunden wurde, um den Fall zu verhandeln, hat der Internationale Gerichtshof auf Ersuchen der VN-Generalversammlung am 25. Februar 2019 ein Gutachten abgegeben. Vor dem Gutachten des Internationalen Gerichtshofs lehnte der Europäische Gerichtshof für Menschenrechte im Jahr 2012 einen Antrag auf ein Verfahren mit der Begründung ab, dass für Bewohner des Britischen Territoriums im Indischen Ozean kein Antragsrecht vor diesem Gericht besteht.  Außerdem sei aufgrund einer 1982 erfolgten abschließenden Einigung zur Wiedergutmachung zwischen Großbritannien und den Chagossianern deren Opferstatus entfallen sei. Deswegen und weil die britischen Gerichte den Chagossianern bereits Rechtsschutz gewährt haben, hat der Gerichtshof die Klage nach Art. 35 EMRK abgewiesen. Im Dezember 2010 reichte Mauritius Klage beim Ständigen Schiedshof in Den Haag gegen das Vereinigte Königreich ein. Im März 2015 erklärte das Schiedsgericht, dass das Vereinigte Königreich durch die Einrichtung eines Meeresschutzgebiets um den Chagos-Archipel im April 2010 gegen das Seerechtsübereinkommen der Vereinten Nationen verstoßen habe.
Gemäß Artikel 7(d) des Römischen Statuts des Internationalen Strafgerichtshofs, stellt die „Deportation oder gewaltsame Verbringung der Bevölkerung“ ein Verbrechen gegen die Menschlichkeit dar, wenn sie „als Teil eines weitverbreiteten oder systematischen Angriffs, der sich gegen die Zivilbevölkerung richtet, in Kenntnis des Angriffs“ begangen wird.
Am 1. April 2010 wurde von der britischen Regierung das Chagos-Meeresschutzgebiet (MPA) deklariert, das die Gewässer um den Chagos-Archipel umfasst. Mauritius erhob jedoch Einspruch mit der Begründung, dass dies gegen seine Rechte verstoße, und am 18. März 2015 entschied der Ständige Schiedshof, dass das Chagos-Meeresschutzgebiet nach dem Seerechtsübereinkommen der Vereinten Nationen rechtswidrig sei, da Mauritius verbindliche Rechte auf Fischfang in den Gewässern rund um den Chagos-Archipel, auf eine Rückgabe des Chagos-Archipels und auf den Erhalt jeglicher Mineralien oder Öle, die in oder in der Nähe des Chagos-Archipels vor dessen Rückgabe entdeckt werden, habe.
Am 23. Juni 2017 stimmte die Generalversammlung der Vereinten Nationen (UNGA) dafür, den Territorialstreit zwischen Mauritius, Großbritannien und den USA an den Internationalen Gerichtshof (IGH) zu verweisen, um den rechtlichen Status des Archipels der Chagos-Inseln im Indischen Ozean zu klären. Der Antrag wurde mit 94 Ja- und 15 Nein-Stimmen mehrheitlich angenommen und von der UN-Generalversammlung im Jahr 2019 zur Abstimmung gestellt.
Der Gerichtshof urteilte, dass „der Prozess der Dekolonisierung von Mauritius nicht rechtmäßig abgeschlossen war, als dieses Land der Unabhängigkeit beitrat“ und dass „das Vereinigte Königreich verpflichtet ist, seine Verwaltung des Chagos-Archipels so schnell wie möglich zu beenden.“
Am 25. Januar 2021 sprach der Internationale Seegerichtshof die Chagos-Inseln Mauritius zu und bestätigte damit die Entscheidung des Internationalen Gerichtshofs vom Februar 2019.
Im November 2022 signalisierte der
britische Außenminister James Cleverly (zu Zeiten der Regierung der kurzzeitigen Premierministerin Liz Truss) erstmals, mit Mauritius verhandeln zu wollen, um die Chagos-Thematik zu lösen. Angenommen wird, dass im Zusammenhang mit dem Ukraine-Krieg völkerrechtswidrige Annektierungen fremden Territoriums nun britischerseits neu bewertet werden. Die Verhandlungen dauern an, da Mauritius signalisierte, die US-Militärbasis trotz anderslautender Rechtslage zu dulden.

## Protestbewegung
Einige der gebildeteren Exilanten erstellten eine Petition, die sie dem britischen Hochkommissar überreichten. Darin baten sie um ein Haus und ein Stück Land für jede Familie, damit sie sich selbst versorgen konnten. Der Kommissar übergab diese Petition jedoch sofort an die mauritische Regierung und nicht an die britische Regierung. Daraufhin begann die mauritische Oppositionspartei Mouvement Militant Mauricien (MMM), die völkerrechtliche Gültigkeit des Kaufs der Chagos-Inseln und der Umsiedlung der Chagossianer in Frage zu stellen.
1975 veröffentlichte David Ottaway einen Artikel mit dem Titel „Islanders Were Evicted for U.S. Base“ (Inselbewohner wurden für eine US-Basis vertrieben), der die Notlage der Chagossianer schilderte. Dies veranlasste zwei Ausschüsse des US-Kongresses, sich mit der Angelegenheit zu befassen. Ihnen wurde jedoch gesagt, dass „das gesamte Thema Diego Garcia Geheimsache ist“.
Im September 1975 veröffentlichte die Sunday Times einen Artikel mit dem Titel „The Islanders that Britain Sold“. Im selben Jahr begann ein Methodistenprediger aus Kent, Mr. George Champion, der seinen Namen später in George Chagos änderte, eine Ein-Mann-Mahnwache vor dem britischen Außenministerium, mit einem Plakat, auf dem lediglich „DIEGO GARCIA“ zu lesen war. Er hielt die Mahnwache bis zu seinem Tod im Jahr 1982.
Im Jahr 1976 verklagte die Regierung der Seychellen die britische Regierung. Die Aldabra-, Desroches- und Farquhar-Inseln wurden von der BTIO abgetrennt und an die Seychellen zurückgegeben, als diese 1976 ihre Unabhängigkeit erreichten.
1978 traten im Bain Des Dames in Port Louis sechs chagossische Frauen in einen Hungerstreik, und es gab Demonstrationen auf den Straßen wegen Diego Garcia.
1979 forderte ein mauritisches Komitee den Anwalt von Herrn Vencatassen auf, eine höhere Entschädigung auszuhandeln. Daraufhin bot die britische Regierung den überlebenden Chagossianern 2500 Pfund pro Person an, unter der ausdrücklichen Bedingung, dass Vencatassen seine Klage zurückzieht und dass alle Chagossianer einen „umfassendes und endgültiges“ Vertrag unterschreiben, in dem sie auf jegliches Recht auf Rückkehr auf die Insel verzichten. Alle bis auf 12 der 1579 Chagossianer, die damals Anspruch auf Entschädigung hatten, unterschrieben die Dokumente. Einige Analphabeten unter den Inselbewohnern berichten jedoch, dass sie belogen wurden und niemals unterschrieben hätten, wenn sie gewusst hätten, dass sie damit ihr Recht auf Rückkehr abtreten.
Im Jahr 2007 drohte der mauritische Präsident Anerood Jugnauth aus Protest gegen die Behandlung der Inselbewohner mit dem Austritt aus dem Commonwealth of Nations und mit einer Klage gegen Großbritannien vor dem Internationalen Gerichtshof. Zwei kleine Boote, die „People’s Navy“, starteten im Dezember 2007 in Richtung Chagos-Archipel, um auf die Situation der Exil-Bevölkerung aufmerksam zu machen. Nach einer 2000 Meilen langen Reise wurden Pete Bouquet und Jon Castle, die Besatzung des Bootes Musichana, am 8. März 2008 vor Diego Garcia verhaftet und am 22. März 2008 über Singapur nach Großbritannien abgeschoben.
Am 5. März 2012 wurde eine internationale Petition zur Unterstützung der zwangsdeportierten Chagossier in die Wege geleitet. Als Reaktion veröffentlichten die USA lediglich eine Erklärung, in der sie die britische Souveränität über das Gebiet anerkannten. Die US-Regierung ging nicht auf die Verbrechen gegen die Menschlichkeit ein, die Großbritannien und die USA der einheimischen Bevölkerung zugefügt haben, und ignorierte Forderungen nach einer Wiederbesiedlung der Inseln durch die Chagossianer.